# Sabak Bernam
Sabak Bernam ( Jawi: سابق برنم ) es uno de los nueve distritos en Selangor, Malasia. El distrito bordeando Kuala Selangor en el sur, Hulu Selangor al oeste, y al norte con Estado de Perak separados por el río Bernam. Sabak Bernam se enfrentan Estrecho de Malaca al oeste.

## Etimología
El origen nombre de 'Sabak Bernam ' es desde palabras malayo; Sahabat Berenam y en español que significa "seis compañeros". Ellos eran:
- Tuan Syed Ahmad
- Tuan Sharifah Intan/Mastura
- Tuan Sharifah Robiah
- Tuan Haji Salim
- Datuk Dalang
- Datuk Menteri

## Economía
Los ciudadanos de Sabak Bernam son principalmente agricultores y La principal actividad económica en el distrito son arroz, coco y aceite de palma.
Sabak Bernam es un área importante el cultivo del arroz en Selangor; especialmente en Sekinchan que bordeando con Tanjung Karang, Kuala Selangor.

## Ciudades

### Pekan Sabak
Sabak es la ciudad principal de Sabak Bernam que fue bordeado naturalmente a Perak por río Bernam.

### Sungai Besar

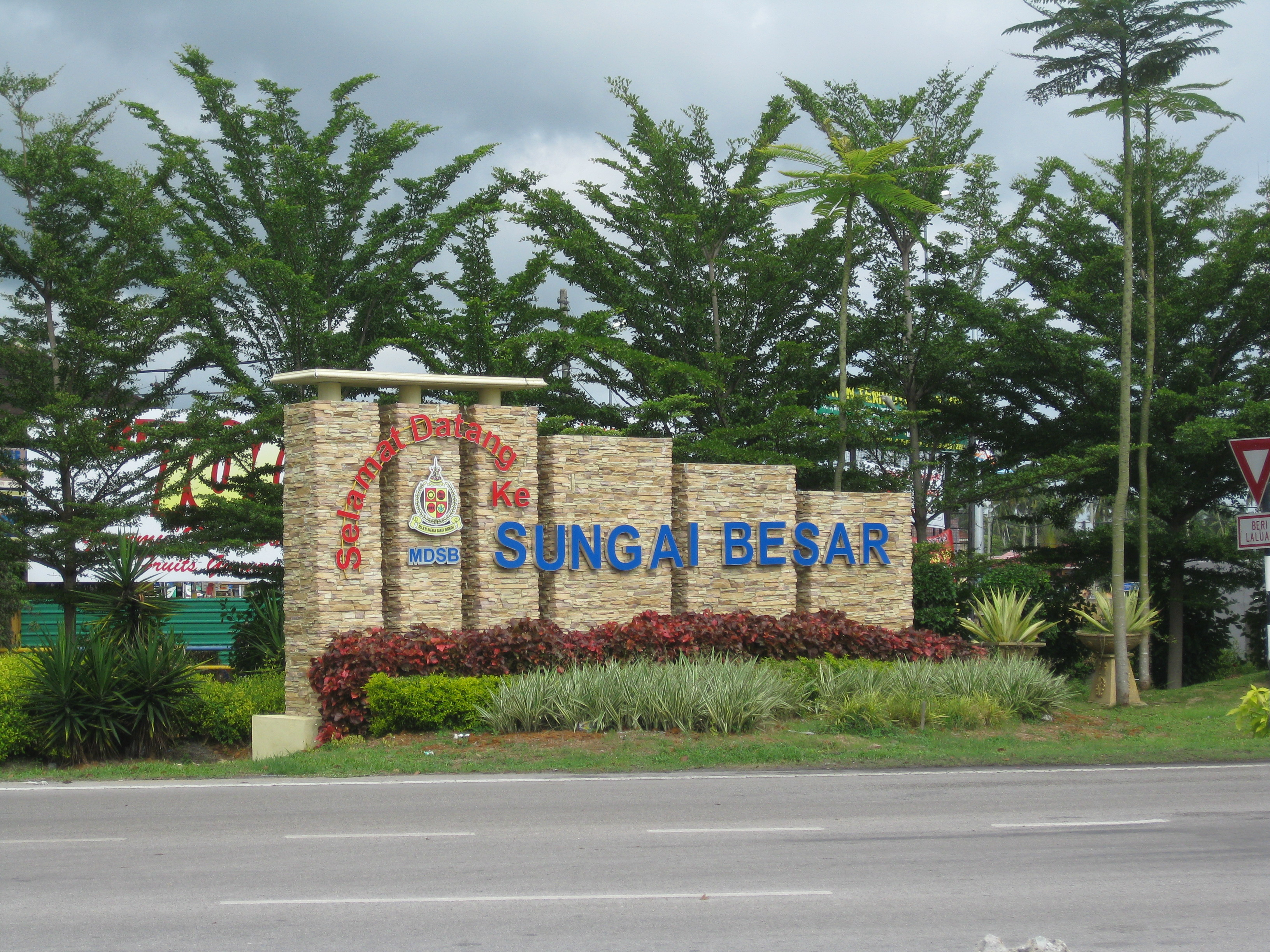
símbolo de bienvenida a Sungai Besar

Sungai Besar es una ciudad costera en el distrito de Sabak Bernam, aún más popular que Pekan Sabak en términos de lleno. Muchas agencias gubernamentales están construidas en Sungai Besar como Majlis Daerah Sabak Bernam - MDSB (Consejo Distrito de Sabak Bernam), Oficina Distrito de Sabak Bernam y también Oficina Educación Distrito de Sabak Bernam.
En español Sungai Besar significa  río grande .

### Sekinchan
Sekinchan es una pequeña ciudad en el distrito de Sabak Bernam situado a al norte del distrito de Kuala Selangor; que comparten fronteras con Tanjung Karang.
Sekinchan también conocido como es un área importante el cultivo del arroz en Selangor; porque Sekinchan bordeando con Tanjung Karang, Kuala Selangor.

## Administración
Sabak Bernam es administrado por Majlis Daerah Sabak Bernam - MDSB ( Consejo Districto de Sabak Bernam ). Aquí está una lista de mukim (subdistrcitos) en Sabak Bernam:
1. Bagan Nahkoda Omar
2. Panchang Bedena
3. Pasir Panjang
4. Sabak
5. Sungai Panjang
6. Bagan Terap
7. Parit Enam
8. Parit Sembilan
9. Sekinchan
10. Simpang Lima
11. Sabak
12. Sungai Air Tawar
13. Sungai Sepintas
14. Parit Baru
15. Pasir Panjang
16. Sekinchan Site A
17. Sungai Besar
18. Sungai Haji Dorani
19. Sungai Nibong

## Educación
- Sekolah Agama Menengah Sungai Hj. Dorani
- Sekolah Agama Menengah Muhammadiah Pekan Sabak
- Sekolah Agama Menengah Tengku Ampuan Jemaah
- Sekolah Agama Menengah Parit Baru
- Sekolah Agama Menengah Bagan Terap
- Sekolah Agama Menengah Pasir Panjang
- Sekolah Agama Menengah Tinggi Sultan Abdul Aziz Shah
- Sekolah Menengah Kebangsaan Agama Simpang Lima

## Lugares Significativos

### Bagan Nakhoda Omar
Bagan Nakhoda Omar (BNO) es la zona de la playa y es ideal para comidas campestres y de baño.

### Muzium Sabak Bernam
Muzium Daerah Sabak Bernam (Museo Disricto Sabak Bernam) es situado en Jalan Pasar Pekan Sabak Bernam. El museo adyacente a la Biblioteca Distrito y frente a Masjid Jamek Daerah Sabak Bernam.[cita requerida]
En general, este museo es sobre el patrimonio y la información sobre la historia de la agricultura y de la pesquería en Sabak Bernam y también Selangor.

### Kampung Sungai Hj. Dorani
Si viene de Kuala Lumpur y antes de llegar a Sungai Besar, veremos Kampung Sungai Hj. Dorani.
Kampung Sungai Hj. Dorani proporcionar alojamiento familiar (Rumah Tamu) o (Homestay) en inglés para aquellos que quieren sentir la vida en el pueblo.

## Política

la mapa de Sabak Bernam, Parlamento de Selangor y Distritos de Cámara legislativa estatal